# Malachi Thompson
Malachi Richard Thompson (* 21. August 1949 in Princeton (Kentucky); † 16. Juli 2006 in Chicago) war ein US-amerikanischer Jazztrompeter.

## Leben und Wirken
Thompson wurde von seiner jazzbegeisterten Mutter frühzeitig musikalisch gefördert; ab dem 5. Lebensjahr erhielt er Klavierunterricht in Chicago, wo er aufwuchs. Beim Besuch eines Konzerts der Band von Count Basie entdeckte er die Trompete als sein Instrument. Er studierte es auf dem College und der Universität und nahm Privatstunden bei Freddie Hubbard und Woody Shaw. Nach ersten Erfahrungen in Rhythm-&-Blues-Gruppen schloss er sich 1966 dem Ensemble von Troy Robinson an. Bereits 1967 kam er in Kontakt zu AACM-Musikern wie Muhal Richard Abrams, Leroy Jenkins, Henry Threadgill und Lester Bowie.
Thompson spielte aber in der Operation Breadbasket Big Band der Southern Christian Leadership Conference und begleitete dort Cat Anderson, Donald Byrd oder Nat Adderley. Weiterhin spielte er mit Joe Williams und Von Freeman, gründete aber auch eigene Gruppen. Nach dem Studienabschluss zog er nach New York, wo er sowohl mit Frank Foster oder Sam Wooding als auch mit Joe Henderson oder Jackie McLean arbeitete. Daneben betätigte er sich auch in der Loft Scene, wo er sowohl im Umkreis von Sam Rivers als auch von Archie Shepp tätig war. Bereits 1978 gründete er zudem gemeinsam seine erste Freebop-Band, um die Spielauffassung des Hard Bop für größere improvisatorische Freiräume zu öffnen. Beteiligt waren u. a. Carter Jefferson, Victor Lewis, David Murray, Oliver Lake, James Spaulding, Gary Bartz, Paul Quinichette. Mit Kalaparusha Maurice McIntyre entstand der Mitschnitt Live from Studio Rivbea: July 12, 1975.
Daneben gründete Thompson mit Norman Spiller ein großes Trompetenensemble mit Rhythmusgruppe. 1982 schloss er sich dann der Hot Trumpet Repertory Company von Lester Bowie an, der späteren Brass Fantasy, der er bis 1988 angehörte. 1983 zog er nach Washington, D.C., 1985 dann nach Wien, wo er bis 1989 blieb. Nach seiner Rückkehr nach Chicago musste er wegen einer Blutkrebs-Erkrankung pausieren, schrieb das Bühnenstück „The Jazz Life“ (1990) und arbeitete als Jazzpädagoge und als Journalist. 1991 konnte er sich wieder dem aktiven Musizieren widmen und gründete wieder eine eigene Freebop Band, die mehrere Platten vorlegte. Bald rückte aber die Arbeit mit einer weiteren Formation, Africa Brass, in den Vordergrund, die für die Produktion von „Lift Every Voice“ (1994) um einen Chor verstärkt wurde. Daneben spielte Thompson Theatermusiken ein. Thompson wirkte auch an Einspielungen von Gil Scott-Heron, Quincy Jones, Erroll Parker, Hubert Eaves III und Shamek Farrah mit.